# Гійом де Дігюльвіль

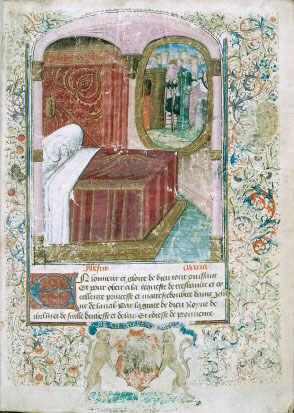
Сон Гійома Дігюльвіля: Небесний Єрусалим, Франція XV ст.

Гійо́м де Дігюльві́ль (фр. Guillaume de Digulleville, або Deguileville, 1295, Дігюльвіль — після 1358) — французький середньовічний поет і чернець.

## З біографії
Був ченцем цистерціанського монастиря в Фонтен-Шаалі. Окремі біографічні відомості про Дігюльвіля маємо виключно з його творів.
Як поет став відомий завдяки збірці «Паломництва» (фр. Les Pèlerinages), до якої входили три довгі поеми на тему мандрівної людини (Homo viator). Збірка мала великий розголос до XVI століття.
У першій поемі «Паломництво людського життя» (фр. Le pèlerinage de la vie humaine), що складалася з 13 000 віршованих рядків, поет описав, як після читання Роману про троянду він мав візію духовного паломництва до Єрусалиму.
Англійський поет Джон Скелтон переклав цю поему, але переклад було втрачено. В англійському перекладі поема називалася Of Mannes Lyfe the Peregrynacioun.

## Твори
- Le Pèlerinage de la vie humaine (1330-31) друга версія (1355); pp. 701–1005 в Stumpf (2009) [Архівовано 7 жовтня 2013 у Wayback Machine.]
- Le Roman de la Fleur de lys (1338)
- Le Pèlerinage de l'Âme (1355-58)
- Le Pèlerinage de Jésus Christ (1358)